# Ferdinand Asmus
August Friedrich Ferdinand Asmus (* 22. April 1859 in Schönebeck, Kreis Saatzig; † 1945 in Kolberg) war ein Heimatforscher und Genealoge in und für Pommern, vor allem  Hinterpommern. Er galt als eifriger Sammler pommerscher Sagen, Mythen und Legenden. Zudem verfasste er eine Vielzahl genealogischer Arbeiten, die die Abstammung alteingesessener pommerscher Familien dokumentieren. Insgesamt gehen etwa 42 Familienchroniken auf seine aufwändigen Recherchen zurück. Einige Forschungsergebnisse erschienen in Büchern und Zeitungen.

## Leben
Ferdinand Asmus wurde am 22. April 1859 in Schönebeck im Kreis Saatzig in Hinterpommern geboren. Er war Nachkomme eines ursprünglich schleswig-holsteinischen Bauerngeschlechts, das Mitte des 18. Jahrhunderts nach Hinterpommern gesiedelt war. Er war der Sohn von Christian Friedrich Asmus und Friederike Luise, geborene Schulz, aus Schönebeck. 
1881, also mit 22 Jahren, wurde er Lehrer und arbeitete als solcher zunächst drei Jahre in Zülkenhagen, Kreis Neustettin, und danach für sechs Jahre in Warnin, Kreis Köslin. 
Im Jahre 1890 trat er schließlich die Nachfolge seines Schwiegervaters Julius Heyer als Lehrer in Zwilipp, Kreis Kolberg-Körlin, an. Ferdinand Asmus hatte dessen Tochter Franziska Heyer geheiratet. In Zwilipp bekam sein regionalgeschichtliches, brauchtümliches und genealogisches Interesse einen weiteren Auftrieb, denn durch die Abgeschiedenheit des Dorfes hatten sich hier noch eine ganze Reihe Traditionen und Bräuche erhalten. Die ansässigen Bauern gehörten zum Teil einer sehr alten Bauerndynastie an. So gelang es ihm zum Beispiel, die Familie Henke zu einem ihrer Ahnen Hans Hanneke zurückzuverfolgen, der aus dem benachbarten Damgardt kam und 1488 geboren wurde. 
Seine Quellen umfassten nicht nur Kirchenbücher, war doch beispielsweise das Zwilipper Kirchenbuch bei einem Brand 1787 zerstört worden. Er zog seine Informationen über die Zeit davor aus anderen amtlichen Quellen, wie z. B. alten Gerichtsakten. 1924 wurde Asmus pensioniert und er verbrachte seinen Ruhestand in Kolberg. Sein forschendes Interesse hielt aber bis zu seinem Tod an. Während der Belagerung Kolbergs 1945 durch die Rote Armee starb er allein im Keller seiner Wohnung in der Oberwallstraße 68 im Alter von 85 Jahren. Zuletzt war er bettlägerig gewesen und wurde von seiner Tochter Frieda gepflegt, die die Belagerung der Stadt ebenfalls nicht überlebte.

## Schriften
Von Asmus’ Arbeiten sind nur wenige gedruckt worden und deshalb ist nur ein Bruchteil noch vorhanden.
- 1893: Mitarbeiter der „Blätter für Pommersche Volkskunde“ (1892–1902 herausgegeben von Otto Knoop und Alfred Haas in Stettin, später Labes)
- Vor 1895: Chronik Familie Gehrt
- Ab 1895: weitere Chroniken von Familien des Kolberg-Körliner Landes, u. a. Vahsholz, Henke, Braasch, Kummrow o. Rackow
- 1898: F. Asmus u. O. Knoop: Sagen und Erzählungen aus dem Kreise Kolberg-Körlin. Kolberg (C. F. Post) 1898
- 1902–1924: (berichtet von A. in den „Monatsblättern des Kolberger Vereins für Heimatkunde“)
  - Dorfbuch von Zwilipp
  - Arbeit eines Landlehrers
  - Schulchronik
- 1915: F. Asmus: Der Kriegswinter in einem pommerschen Dorfe. In: Unser Pommerland, 3. Jg. (1915). Nr. 2 (Wiederabdruck: Kolberger Zeitung 2/1967)
- 1927: F. Asmus: Kolberger Volkshumor. Neue Sagen, Erzählungen und Märchen, Schwänke, Scherze und Ortsneckereien aus dem Kreise Kolberg-Körlin. (= Ostpommerscher Sagenschatz, Bd. IV.) Köslin (Hendeß) 1927
- F. Asmus: Der Seehandel Kolbergs in der Franzosenzeit 1807–1814. In: Kolberg-Körliner Heimatkalender für das Jahr 1927 (Wiederabdruck: PZ 2. Oktober 1982)
- Ohne Jahr: 
  - Sammlung von Geschichten und Ausdrücken in plattdeutsch (übersandt an das Germanistische Seminar der Universität Greifswald)
  - F. Asmus: Kolbergs Notzeit [etwa 1. Hälfte des 19. Jahrhunderts]. In: PZ 21. November 1981